# Ahmet Akkuş
Ahmet Akkuş (* 1. Januar 1944 in Bandırma) ist ein ehemaliger türkischer Fußballspieler.

## Karriere
Ahmet Akkuş begann seine Karriere im Jahr 1966 in der 2. türkischen Liga bei Kütahyaspor. Der Mittelfeldspieler spielte dort bis 1970 und kam zu 122 Zweitligaspielen und erzielte 46 Tore.
Vor Beginn der Saison 1970/71 wechselte er in die 1. Lig zu Galatasaray Istanbul. In seiner ersten Saison mit den Gelb-Roten wurde er türkischer Meister. In den Spielzeiten 1971/72 und 1972/73 konnte Galatasaray die Meisterschaft verteidigen. 1974 verließ Ahmet Akkuş Galatasaray und spielte eine Saison für Zonguldakspor und beendete im Sommer 1975 seine Karriere.

## Erfolge
Galatasaray Istanbul
- Türkischer Meister: 1971, 1972, 1973
- Cumhurbaşkanlığı Kupası: 1972